# Alessandro Varotari
Alessandro Varotari zwany Padovanino (ur. 4 kwietnia 1588 w Padwie, zm. 20 lipca 1649 w Wenecji) − włoski malarz manierystyczny.

## Życiorys
Pochodził z rodziny o korzeniach niemieckich. Ojciec Dario Varotar był malarzem i architektem. Warsztat zdobył, kopiując freski Tycjana w Padwie. W 1614 artysta przeniósł się do Wenecji. Dwukrotnie gościł w Rzymie, gdzie poznał dzieła Michała Anioła oraz Annibale Carracciego. Największy wpływ na twórczość Padovano wywarło malarstwo Tycjana i Palmy młodszego.
Niesygnowany obraz olejny Padovanina Chrystus i jawnogrzesznica, pochodzący ze zbiorów ks. Emila Szramka, znajduje się w Muzeum Archidiecezjalnym w Katowicach.